# Liste der Wappen im Landkreis Heilbronn
Diese Liste beinhaltet alle in der Wikipedia gelisteten Wappen des Landkreises Heilbronn in Baden-Württemberg, inklusive historischer Wappen. Fast alle Städte, Gemeinden und Kreise in Baden-Württemberg führen ein Wappen. Sie sind über die Navigationsleiste am Ende der Seite erreichbar.

## Landkreiswappen Heilbronn

Wappen des Landkreises Heilbronn[1]
Wappen des Landkreises Heilbronn bis 1955[2]
Der Landkreis Heilbronn in Baden-Württemberg

## Stadt- und Gemeindewappen im Landkreis Heilbronn

### Städtewappen im Landkreis Heilbronn

Bad Friedrichshall[3]
Bad Rappenau[4]
Bad Wimpfen[5]
Beilstein[6]
Brackenheim[7]
Eppingen[8]
Güglingen[9]
Gundelsheim[10]
Lauffen am Neckar[11]
Leingarten[12]
Löwenstein[13]
Möckmühl[14]
Neckarsulm[15]
Neudenau[16]
Neuenstadt am Kocher[17]
Schwaigern[18]
Weinsberg[19]
Widdern[20]

### Gemeindewappen im Landkreis Heilbronn

Abstatt[21]
Cleebronn[22]
Eberstadt[23]
Ellhofen[24]
Erlenbach[25]
Flein[26]
Gemmingen[27]
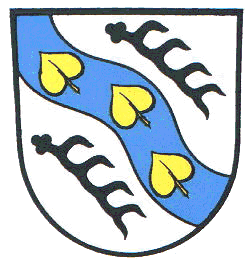
Hardthausen am Kocher
Ilsfeld[29]
Ittlingen[30]
Jagsthausen[31]
Kirchardt[32]
Langenbrettach[33]
Lehrensteinsfeld[34]
Massenbachhausen[35]
Neckarwestheim[36]
Nordheim[37]
Obersulm[38]
Oedheim[39]
Offenau[40]
Pfaffenhofen[41]
Roigheim[42]
Siegelsbach[43]
Talheim[44]
Untereisesheim[45]
Untergruppenbach[46]
Wüstenrot[47]
Zaberfeld[48]

### Ehemalige Stadt- und Gemeindewappen im Landkreis Heilbronn

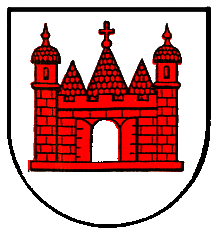
Adelshofen
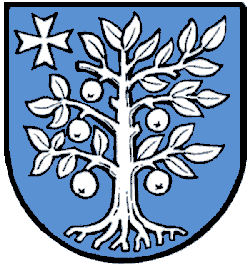
Affaltrach (bis 1967)
Affaltrach (ab 1967)[51]
Auenstein[52]
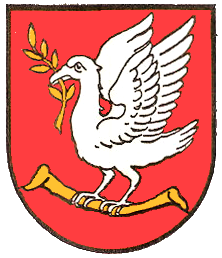
Babstadt
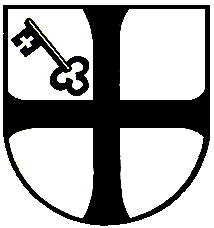
Bachenau
Berwangen[55]
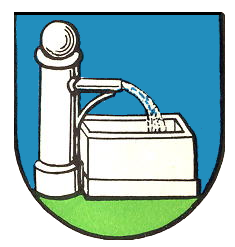
Bittelbronn
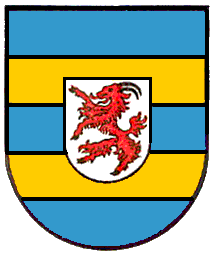
Bockschaft
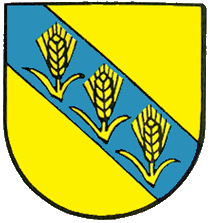
Bonfeld
Botenheim[59]
Böttingen (Rekonstruktion)[60]
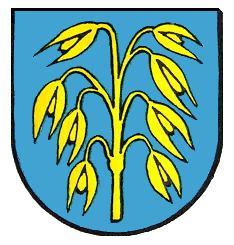
Brettach
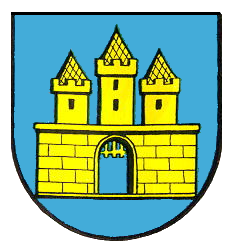
Bürg
Burgbronn 1972–74 (Rekonstruktion)[63]
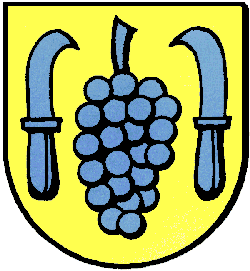
Cleversulzbach
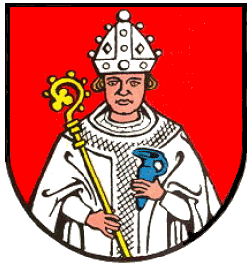
Dahenfeld
Degmarn[66]
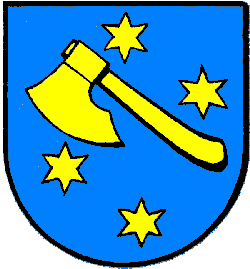
Dürrenzimmern
Duttenberg[68]
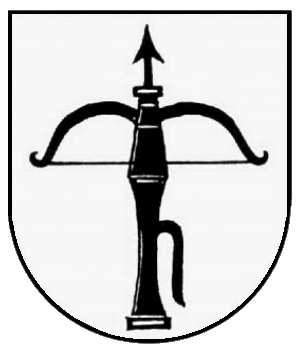
Eibensbach
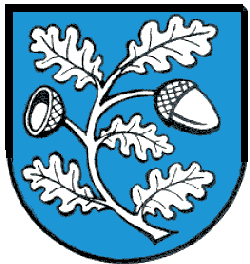
Eichelberg
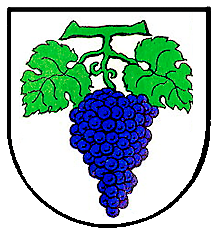
Elsenz
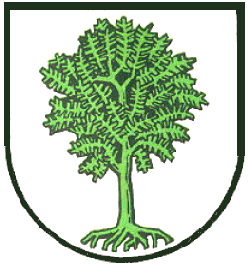
Eschenau
Finsterrot[73]
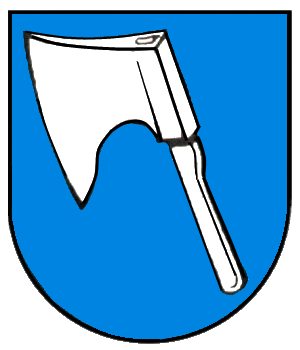
Frauenzimmern
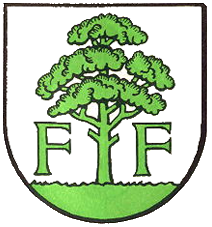
Fürfeld
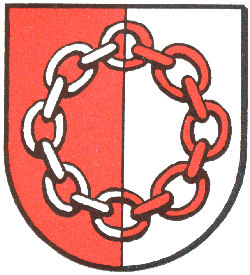
Gellmersbach
Gochsen[77]
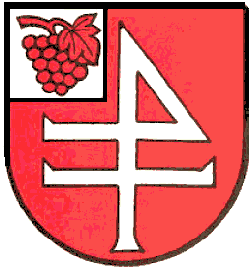
Grantschen
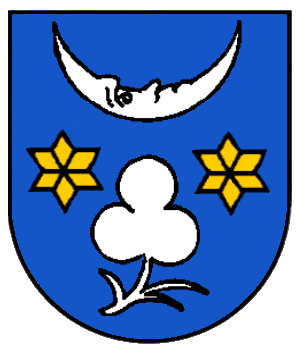
Grombach
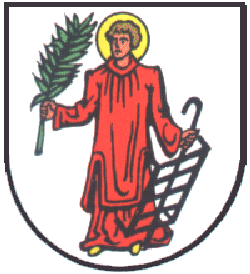
Großgartach
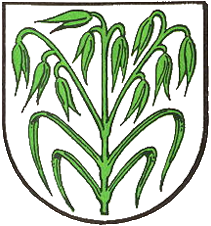
Haberschlacht
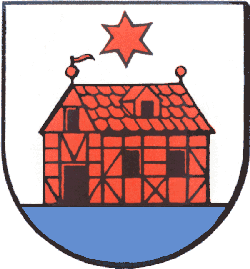
Hausen an der Zaber
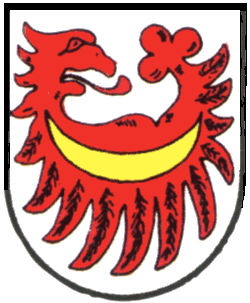
Heinsheim
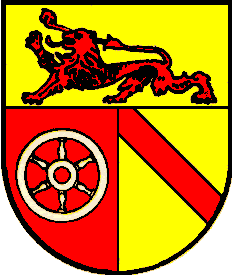
Herbolzheim
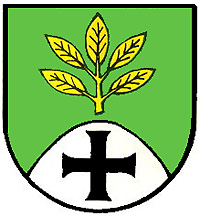
Höchstberg
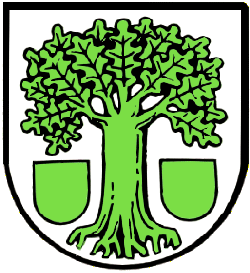
Hölzern
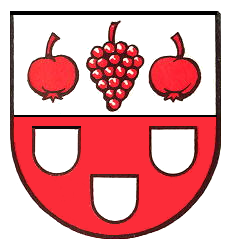
Hößlinsülz
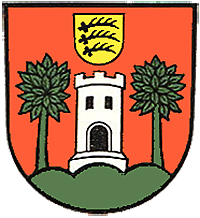
Kleingartach
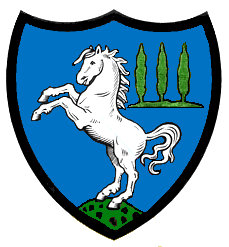
Kochendorf (Rekonstruktion)
Kochersteinsfeld[90]
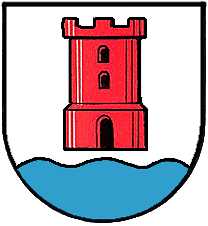
Kochertürn
Korb[92]
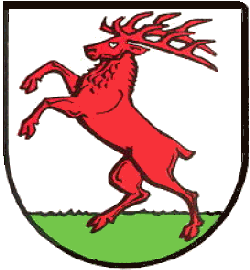
Lampoldshausen
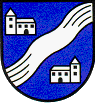
Langenbeutingen
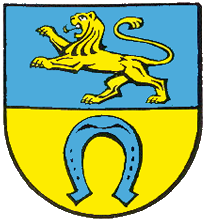
Leonbronn
Massenbach[96]
Meimsheim[97]
Michelbach am Heuchelberg[98]
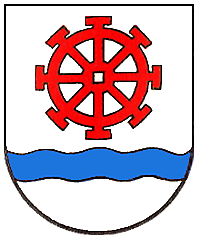
Mühlbach
Neipperg[100]
Neuhütten[101]
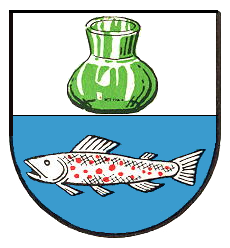
Neulautern
Niederhofen[103]
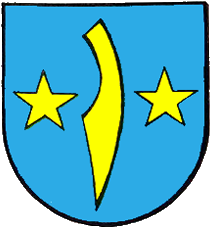
Nordhausen
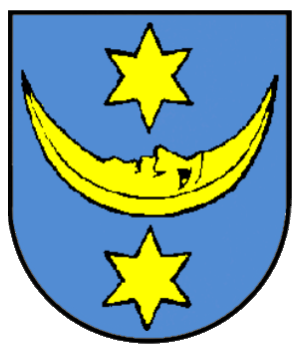
Obereisesheim
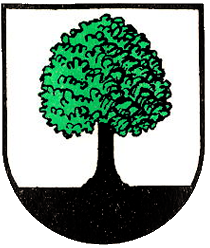
Obergimpern
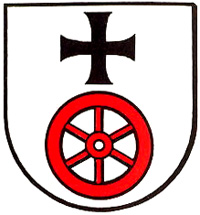
Obergriesheim
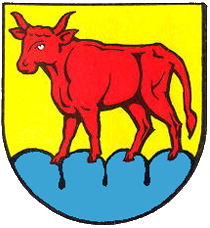
Ochsenburg
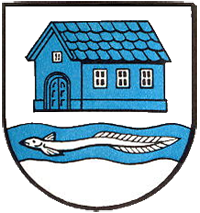
Olnhausen
Richen[110]
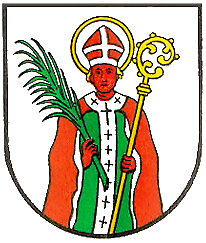
Rohrbach am Gießhübel
Ruchsen[112]
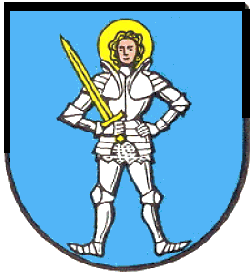
Schluchtern
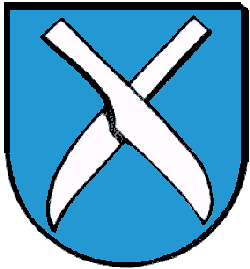
Schmidhausen
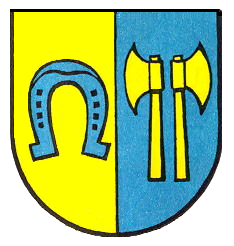
Schozach
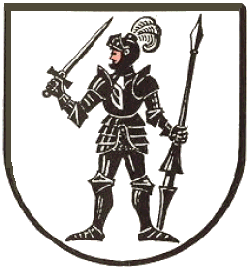
Siglingen
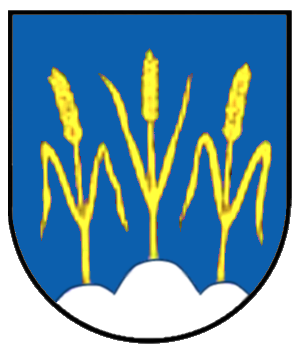
Stebbach
Stein am Kocher[118]
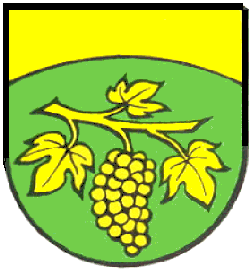
Stetten am Heuchelberg
Stockheim[120]
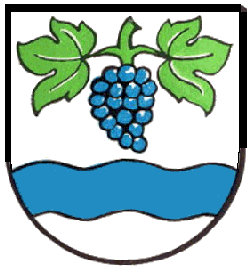
Sülzbach
Tiefenbach[122]
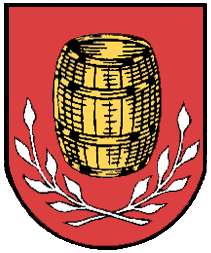
Treschklingen
Untergriesheim[124]
Unterheinriet[125]
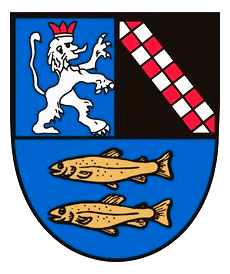
Unterkessach
Weiler an der Zaber[127]
Weiler bei Weinsberg[128]
Willsbach[129]
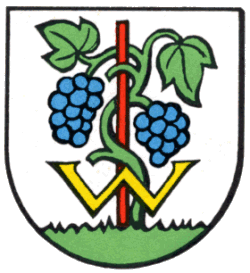
Wimmental
Wollenberg[131]
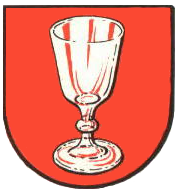
Wüstenrot (altes Wappen)
Zaberfeld (altes Wappen bis 1970)[133]
Zaberfeld (altes Wappen 1970 bis 1974)[134]
Züttlingen[135]

## Blasonierungen
1. ↑  Landkreis Heilbronn: In Rot ein unterhalb gestümmelter silberner Adler.
2. ↑  Landkreis Heilbronn bis 1955: In gespaltenem Schild mit erniedrigter eingebogener Spitze vorne in Schwarz eine silberne Ähre, hinten in Rot ein nach links gekehrter silberner Hammer, unten in Gold eine hängende blaue Traube; im silbernen Herzschild ein blauer Anker.
3. ↑  Bad Friedrichshall: In gespaltenem Schild vorne in Silber über drei blauen Wellenleisten ein blauer Reichsapfel mit silbernem Reif und schwarzem Kreuz, hinten in Blau ein aufgerichtetes silbernes Pferd.
4. ↑  Bad Rappenau: In Gold auf blauem Schildfuß ein aufspringendes schwarzes Ross (Rappe).
5. ↑  Bad Wimpfen: In Gold der rotbewehrte schwarze Reichsadler, der waagerecht im Schnabel einen silbernen Schlüssel hält.
6. ↑  Beilstein: In Rot ein sechseckiger silberner Stein, kreisförmig mit drei (2:1) darin eingehauenen Spitzhämmern („Beilen“) besteckt.
7. ↑  Brackenheim: In Rot ein stehender silberner Bracke mit schwarzem Halsband und silbernem Leitring.
8. ↑  Eppingen: In gespaltenem Schild vorne in Gold ein roter Schrägbalken, hinten in Schwarz ein rot bewehrter und rot bezungter goldener Adler.
9. ↑  Güglingen: In Rot eine silberne Gugel.
10. ↑  Gundelsheim: Geviert; 1. Feld: In Silber ein durchgehendes schwarzes Kreuz; 2. Feld: Von Rot und Silber geviert, im 2. und 3. Feld je vier (2:2) blaue Eisenhütlein; 3. Feld: In Rot eine goldene Kirchenspange; 4. Feld: In Gold ein blauer Wellen-Schräglinksbalken, drunter der schwarze Buchstabe G.
11. ↑  Lauffen am Neckar: In Silber ein grüngekleideter schreitender Bote („Läufer“) mit roten Schuhen, in der erhobenen Rechten einen rotgesiegelten silbernen Brief, in der Linken einen rotgeschäfteten Spieß mit blauer Spitze tragend.
12. ↑  Leingarten: In gespaltenem Schild vorne in Rot ein gesenktes silbernes Schwert, hinten in Silber ein roter Rost.
13. ↑  Löwenstein: In geteiltem Schild oben von Silber und Blau geweckt, unten in Gold auf blauem Dreiberg ein stehender roter Löwe.
14. ↑  Möckmühl: Über grünem Dreiberg gespalten, vorne in Blau ein linksgekehrter, schwarz befiederter goldener Adlerfang, hinten in Silber ein vierspeichiges schwarzes Mühlrad.
15. ↑  Neckarsulm: In Silber ein durchgehendes schwarzes Deutschordenskreuz, belegt mit einem goldenen Lilienkreuz, das Ordenskreuz oben begleitet von zwei roten Ringen, das Lilienkreuz unten beheftet mit einem roten Ring.
16. ↑  Neudenau: In Rot ein achtspeichiges silbernes Rad.
17. ↑  Neuenstadt am Kocher: In Blau oben nebeneinander zwei silberne Schilde, darunter ein linksgekehrter silberner Kübelhelm.
18. ↑  Schwaigern: In Rot drei (2:1) silberne Ringe.
Schildhalter: über dem Schild wachsend der hl. Johannes d. T. mit Nimbus und umgehängtem Fell, die Rechte erhoben, mit der Linken ein liegendes Gotteslamm und einen in ein Kreuz auslaufenden Stab haltend, daran eine dreilatzige Fahne.
19. ↑  Weinsberg: In gespaltenem Schild vorne in Silber ein rotbewehrter und rotbezungter halber schwarzer Adler am Spalt, hinten in Blau auf goldenem Berg ein goldener Rebstock an goldenem Pfahl.
20. ↑  Widdern: In Schwarz ein stehender goldener Widder.
21. ↑  Abstatt: In gespaltenem Schild vorne in Rot ein linksgekehrter goldener Abtsstab, hinten in Gold ein roter Löwe.
22. ↑  Cleebronn: In Silber unter einem sechsspeichigen roten Rad ein dreiblättriges grünes Kleeblatt.
23. ↑  Eberstadt: In geteiltem Schild oben in Schwarz ein wachsender goldener Eber, unten in Gold eine liegende schwarze Hirschstange.
24. ↑  Ellhofen: In Blau zwei schräggekreuzte silberne Schlüssel mit nach unten und auswärts gekehrten Bärten.
25. ↑  Erlenbach: In Silber das mit goldenen Lilienstäben belegte durchgehende schwarze Deutschordenskreuz, darauf ein silberner Herzschild, darin eine blaue Traube mit grünem Blatt.
26. ↑  Flein: In Blau über gold-roten Flammen ein goldener Ölkessel, darin der unbekleidete, golden nimbierte, betende heilige Veit.
27. ↑  Gemmingen: In gespaltenem Schild vorne in Silber auf grünem Dreiberg an schwarzem Pfahl ein grüner Weinstock mit drei blauen Trauben, hinten in Rot eine goldene Pflugschar.
28. ↑  Hardthausen am Kocher: In Silber ein blauer Wellenschrägbalken belegt mit drei schräg aufwärts gerichteten herzförmigen goldenen Blättern und beiderseits begleitet von je einer schräg abwärts gerichteten schwarzen Hirschstange.
29. ↑  Ilsfeld: In Silber unter einer liegenden schwarzen Hirschstange ein bewurzelter grüner Baum.
30. ↑  Ittlingen: In Blau zwei goldene Balken, belegt mit einem roten Herzschild, darin eine gestürzte goldene Pflugschar.
31. ↑  Jagsthausen: In geteiltem Schild oben in Silber ein liegender eiserner schwarzer Arm, unten in Schwarz ein fünfspeichiges silbernes Rad.
32. ↑  Kirchardt: In Silber auf waagrechtem grünem Zweig eine steigende grüne Eichel.
33. ↑  Langenbrettach: In Blau eine silberne Wellenschrägleiste, darüber ein goldener Apfel mit einem linkshin weisenden goldenen Blatt (Brettacher Apfel), darunter eine goldene Kirche mit linksstehendem Turm.
34. ↑  Lehrensteinsfeld: In Blau über zwei goldenen Wellenbalken ein goldenes Hufeisen.
35. ↑  Massenbachhausen: In Rot über drei (2:1) silbernen Ringen ein goldenes Haus.
36. ↑  Neckarwestheim: In gespaltenem Schild vorne in Silber ein grüner Kranz, hinten in Grün ein silberner Spaten.
37. ↑  Nordheim: In Gold eine gestürzte blaue Pflugschar.
38. ↑  Obersulm: In Rot über einer erniedrigten silbernen Wellenleiste eine goldene Traube, von deren Stiel oben beiderseits je ein goldenes Rebblatt ausgeht.
39. ↑  Oedheim: In Silber ein aus blauem, mit einem linkshin schwimmenden silbernen Fisch belegten Schildfuß wachsender rotbekleideter und rotbemützter Mann, in jeder Hand einen mit der Spitze nach oben gekehrten schwarzen Pfeil haltend.
40. ↑  Offenau: In Blau ein goldener Reichsapfel, darüber drei (1:2) aneinandergerückte silberne Salzwürfel.
41. ↑  Pfaffenhofen: In Silber eine fleischfarbene Priestertonsur mit schwarzem Haarkranz.
42. ↑  Roigheim: In Silber eine mit Tor und Turm versehene rote Mauer.
43. ↑  Siegelsbach: In von Rot und Gold geteiltem Schild ein sechsstrahliger Stern in verwechselten Farben.
44. ↑  Talheim: In Silber ein aus dem Hinterrand wachsender rechter Unterarm, in der Hand ein schwarzes Winzermesser (Weinberghape) haltend.
45. ↑  Untereisesheim: In Schwarz zwei schräggekreuzte silberne Hellebarden.
46. ↑  Untergruppenbach: In Rot ein goldener Reichsapfel mit goldenem Kleeblattkreuz.
47. ↑  Wüstenrot: In Rot unter einem silbernen Glasgefäß ein erniedrigter silberner Wellenbalken, belegt mit einem blauen Fisch.
48. ↑  Zaberfeld: In Blau aus dem Unterrand emporkommend ein beiderseits mit Flankenmauern versehener goldener Zinnenturm (Burg), belegt mit einem sinkenden siebenstrahligen roten Stern auf zweistufigem blauem Fels.
49. ↑  Adelshofen: In Silber eine bezinnte rote Burg mit geöffnetem Tor und zwei Ecktürmen mit Kuppeldach und Knopf, dazwischen drei Dreiecksgiebel, deren mittlerer erhöht und mit Knopf und Kreuz besteckt ist.
50. ↑  Affaltrach (bis 1967): In Blau ein bewurzelter silberner Apfelbaum, oben rechts ein silbernes Johanniterkreuz.
51. ↑  Affaltrach (ab 1967): In Blau ein silbernes Johanniterkreuz.
52. ↑  Auenstein: In Silber zwei schräggekreuzte schwarze Doppelhaken (Wolfsangeln).
53. ↑  Babstadt: In Rot auf goldenem Ast ein flugbereiter silberner Vogel sitzend, der einen belaubten goldenen Zweig im Schnabel hält.
54. ↑  Bachenau: In Silber ein durchgehendes schwarzes Deutschordenskreuz, oben rechts ein schräggelegter schwarzer Schlüssel.
55. ↑  Berwangen: In Gold ein blauer Schrägbalken, belegt mit drei silbernen Ringen.
56. ↑  Bittelbronn: In Blau auf grünem Boden ein laufender silberner Dorfbrunnen.
57. ↑  Bockschaft: In Blau zwei goldene Balken, im Herzschild in Silber ein aufgerichteter schwarzbewehrter roter Steinbock.
58. ↑  Bonfeld: In Gold ein blauer Schrägbalken, belegt mit drei pfahlweis gestellten goldenen Ähren.
59. ↑  Botenheim: In Silber zwei gekreuzte schwarze Doppelhaken (Wolfsangeln) mit gebogenen Enden.
60. ↑  Böttingen: In gespaltenem Schild vorne in Gold eine grüne Butte, hinten in Schwarz drei goldene Hirschstangen.
61. ↑  Brettach: In Blau eine goldene Haferrispe.
62. ↑  Bürg: In Blau eine dreitürmige goldene Burg mit hochgezogenem goldenem Fallgatter.
63. ↑  Burgbronn: In Blau ein aus dem Unterrand wachsender, beiderseits mit Flankenmauern versehener goldener Zinnenturm (Burg), belegt mit einem nach oben weisenden grünen Lindenblatt.
64. ↑  Cleversulzbach: In Gold eine blaue Traube zwischen zwei zugekehrten blauen Winzermessern (Hapen).
65. ↑  Dahenfeld: In Rot ein wachsender, silbern gekleideter Bischof mit silberner Mitra, in der Rechten einen goldenen Bischofsstab, in der Linken ein blaues Salbgefäß haltend.
66. ↑  Degmarn: In Schwarz zwei schwimmende gegengewendete silberne Fische.
67. ↑  Dürrenzimmern: In Blau ein schräg gelegtes goldenes Beil, oben und unten begleitet von je zwei sechsstrahligen goldenen Sternen.
68. ↑  Duttenberg: In Blau ein goldenes lateinisches Kreuz mit Fußsparren zwischen den goldenen lateinischen Großbuchstaben D und B.
69. ↑  Eibensbach: In Silber eine schwarze Armbrust (Eibe).
70. ↑  Eichelberg: In Blau ein nach links gekrümmter fünfblättriger silberner Eichenzweig mit einer Eichel und einer Eichelschüssel.
71. ↑  Elsenz: In Silber eine blaue Weintraube, von deren grünem Stiel beiderseits je ein grünes Rebblatt ausgeht.
72. ↑  Eschenau: In Silber eine bewurzelte grüne Esche.
73. ↑  Finsterrot: In Rot ein silberner Wellenschrägbalken, belegt mit zwei blauen Fischen.
74. ↑  Frauenzimmern: In Blau eine silberne Zimmermannsaxt.
75. ↑  Fürfeld: In Silber auf grünem Boden eine grüne Föhre, zu beiden Seiten des Stammes der grüne Buchstabe F.
76. ↑  Gellmersbach: In von Rot und Silber gespaltenem Schild eine sechzehngliedrige Kette in verwechselten Farben.
77. ↑  Gochsen: In Silber ein roter Schrägbalken, belegt mit drei herzförmigen goldenen Seerosenblättern („Seeblättern“).
78. ↑  Grantschen: In Rot das silberne Fleckenzeichen in der Form eines doppelarmigen, links giebelförmig überdachten Stand-Kreuzes mit Winkelarmen, im rechten silbernen Obereck eine rote Traube.
79. ↑  Grombach: In Blau ein weißes dreiblättriges Kleeblatt mit Stiel, darüber ein silberner Halbmond mit Gesicht, unten beseitet von je einem goldenen Stern.
80. ↑  Großgartach: In Silber der stehende, golden nimbierte heilige Laurentius in rotem Diakonsgewand, in der Rechten einen grünen Palmenzweig, in der Linken einen schwarzen Rost haltend.
81. ↑  Haberschlacht: In Silber drei aus einem Stängel wachsende grüne Haferrispen.
82. ↑  Hausen an der Zaber: In Silber auf blauem Schildfuß ein rotes Haus mit Fachwerk, darüber ein sechsstrahliger roter Stern.
83. ↑  Heinsheim: In Silber ein die großen Federn nach unten kehrender querliegender und mit einem goldenen Mond belegter roter Adlerflügel, der vorne mit einem nach links gekehrten Adlerkopf, hinten mit einem Kleeblatt geschlossen ist.
84. ↑  Herbolzheim: In geteiltem, unten gespaltenem Schild oben in Gold ein schreitender roter Löwe, unten vorne in Rot ein silbernes Rad, hinten in Gold ein roter Schrägbalken.
85. ↑  Höchstberg: In Grün über silbernem Berg, belegt mit einem schwarzen Deutschordenskreuz, ein goldener Nußzweig.
86. ↑  Hölzern: In Silber eine bewurzelte grüne Eiche, deren Stamm beiderseits von je einem grünen Schildchen begleitet ist.
87. ↑  Hößlinsülz: In geteiltem Schild oben in Silber eine rote Traube zwischen zwei roten Äpfeln, unten in Rot drei (2:1) silberne Schildchen.
88. ↑  Kleingartach: In Rot auf grünem Dreiberg ein silberner Zinnenturm zwischen zwei grünen Laubbäumen, darüber ein goldener Schild mit drei liegenden schwarzen Hirschstangen.
89. ↑  Kochendorf: In Blau auf grünem Boden ein springendes silbernes Pferd vor drei natürlichen Pappeln.
90. ↑  Kochersteinsfeld: In Blau über zwei silbernen Wellenbalken eine dreibogige silberne Brücke, über dem mittleren Bogen ein schwebender silberner Stein.
91. ↑  Kochertürn: In Silber über blauem Wellenschildfuß ein dreizinniger roter Turm.
92. ↑  Korb: In Weiß auf blauem Wellenschildfuß drei grüne Rohrhalme mit rotem Kolben.
93. ↑  Lampoldshausen: In Silber auf grünem Boden ein aufspringender roter Hirsch.
94. ↑  Langenbeutingen: In Blau ein silberner Wellenschräglinksbalken, beiderseits begleitet von je einer silbernen Kirche.
95. ↑  Leonbronn: In geteiltem Schild oben in Blau ein goldener Löwe, unten in Gold ein blaues Hufeisen.
96. ↑  Massenbach: Fünfmal von Blau und Gold geteilt.
97. ↑  Meimsheim: In Blau ein nach links gekehrter silberner Angelhaken.
98. ↑  Michelbach am Heuchelberg: In Rot zwei abgekehrte silberne Halbmonde zwischen zwei siebenstrahligen silbernen Sternen.
99. ↑  Mühlbach: In Silber über erniedrigtem blauem Wellenbalken ein rotes achtschaufliges Mühlrad.
100. ↑  Neipperg: In Rot drei (2:1) silberne Ringe.
101. ↑  Neuhütten: In Gold auf einem erhöhten grünen Hügel, der mit einem silbernen Glasgefäß belegt ist, drei grüne Tannen.
102. ↑  Neulautern: In geteiltem Schild oben in Silber ein grüner Glaskrug, unten in Blau eine schwimmende silberne Forelle.
103. ↑  Niederhofen: In Rot ein goldenes Tatzenkreuz.
104. ↑  Nordhausen: In Blau ein pfahlweis gestelltes goldenes Pflugmesser zwischen zwei fünfstrahligen goldenen Sternen.
105. ↑  Obereisesheim: In Blau ein liegender (steigender) gebildeter goldener Mond, darüber und darunter je ein sechsstrahliger goldener Stern.
106. ↑  Obergimpern: In Silber auf schwarzem Boden ein Laubbaum mit schwarzem Stamm und grüner Blätterkrone.
107. ↑  Obergriesheim: In Silber über einem sechsspeichigen roten Rad ein schwarzes Deutschordenskreuz.
108. ↑  Ochsenburg: In Gold auf blauem Vierberg ein stehender roter Ochse.
109. ↑  Olnhausen: In Silber über einem erniedrigten blauen Wellenbalken, darin ein schwimmender silberner Aal, ein blaues Haus.
110. ↑  Richen: Geviert; 1 und 4 gerautet von Silber und Blau, 2 und 3 in Rot drei goldene Flammen.
111. ↑  Rohrbach am Gießhübel: In Silber aus dem unteren Schildrand wachsend ein Bischof mit goldenem Nimbus in silberbesetztem rotem Ornat und mit roter Inful, in der Rechten einen grünen Palmzweig, in der Linken einen goldenen Krummstab haltend.
112. ↑  Ruchsen: In von Blau und Rot geteiltem Schild oben ein rotbewehrter und rotbezungter weißer Adler, unten ein unterhalbes achtspeichiges weißes Rad.
113. ↑  Schluchtern: In Blau ein stehender, silbern gepanzerter jugendlicher Heiliger (St. Pankratius) mit goldenen Locken und goldenem Nimbus, die Linke in die Seite gestemmt, in der Rechten ein mit der Spitze nach rechts oben zeigendes goldenes Schwert haltend.
114. ↑  Schmidhausen: In Blau zwei schräggekreuzte silberne Pflugmesser.
115. ↑  Schozach: In gespaltenem Schild vorne in Gold ein blaues Hufeisen, hinten in Blau zwei abgekehrte goldene Streitbeile.
116. ↑  Siglingen: In Silber ein geharnischter schwarzer Krieger mit geöffnetem Visier, in der erhobenen Rechten ein schwarzes Schwert, in der Linken eine schwarze Lanze haltend.
117. ↑  Stebbach: In Blau auf silbernem Dreiberg drei goldene Kornähren.
118. ↑  Stein am Kocher: In gespaltenem Schild vorne in Rot auf grünem Dreiberg ein silberner Zinnenturm, hinten in Silber das schwarze Ortszeichen (in Form von drei Spitzhacken am Stiel).
119. ↑  Stetten am Heuchelberg: In Gold ein überhöhter grüner Hügel, belegt mit einem goldenen Rebzweig mit goldener Traube und drei goldenen Blättern.
120. ↑  Stockheim: In gespaltenem Schild vorne in Silber ein durchgehendes schwarzes Kreuz, hinten in Schwarz eine silberne Winzerhippe (Weinberghape).
121. ↑  Sülzbach: In Silber über einem erniedrigten blauen Wellenbalken eine blaue Traube mit zwei grünen Blättern.
122. ↑  Tiefenbach: In gespaltenem Schild vorne in Silber ein durchgehendes schwarzes Kreuz, hinten in Grün ein silberner Wellenbalken.
123. ↑  Treschklingen: In Rot ein pfahlweis gestelltes goldenes Fass über zwei schräggekreuzten silbernen Eschenzweigen.
124. ↑  Untergriesheim: In gespaltenem Schild vorne in Schwarz eine silberne Stechstange, hinten in Silber ein durchgehendes schwarzes Deutschordenskreuz.
125. ↑  Unterheinriet: In Silber drei (2:1) rote Scheiben.
126. ↑  Unterkessach: In geteiltem und oben gespaltenem Schild oben vorn in Blau ein links gewendeter, rot gekrönter silberner Löwe, hinten in Schwarz ein von Rot und Silber geschachter Schrägbalken, unten in Blau zwei goldene Fische übereinander.
127. ↑  Weiler an der Zaber: In Gold der schwarze Großbuchstabe W, darüber ein schwarzes Deutschordenskreuz.
128. ↑  Weiler bei Weinsberg: In Silber ein roter Schrägbalken, beiderseits von je einer abwärts gerichteten schwarzen Hirschstange nach der Figur begleitet.
129. ↑  Willsbach: In Rot der gestürzte goldene Buchstabe W.
130. ↑  Wimmental: In Silber auf grünem Boden an rotem Pfahl ein grüner Weinstock mit blauen Trauben, unten überdeckt mit dem goldenen Großbuchstaben W.
131. ↑  Wollenberg: In Blau zwei goldene Balken, davor ein silberner Sechsberg (Wolkenberg).
132. ↑  Wüstenrot (altes Wappen): In Rot ein silbernes Kelchglas.
133. ↑  Zaberfeld (altes Wappen bis 1970): In Rot auf einem dreistufigen mauerartigen goldenen Felsen ein siebenstrahliger goldener Stern.
134. ↑  Zaberfeld (altes Wappen 1970 bis 1974): In Rot auf einem zweistufigen, mauerartigen goldenen Felsen ein sinkender siebenstrahliger goldener Stern, darüber beiderseits je ein abgekehrter silberner Mond.
135. ↑  Züttlingen: In Gold ein stehender schwarzer Hund mit goldenem Halsband und schwarzem Ring.